# Fanaye Abebe
 (décembre 2022).
Pour les articles homonymes, voir Abebe.
République fédérale démocratique d'Éthiopie
Fanaye Abebe (Ge'ez: ፋናዬ አበበ) est une des 112 membres du Conseil de la Fédération éthiopien. Elle est une des 54 conseillers de l'État des nations, nationalités et peuples du sud et représente le peuple Mashulle.